# ドナルド・ソボル
ドナルド・J・ソボル（Donald J. Sobol, 1924年10月4日 - 2012年7月11日）は、アメリカ合衆国フロリダ州マイアミ在住の児童文学・推理作家。『Encyclopedia Brown』（『百科事典ブラウン』、邦題『少年たんていブラウン』）で知られる。
ニューヨークにてアイラ・J・ソボルとアイダ（ジェルラ）ソボル夫妻の子として生まれる。
ニューヨーク市のフィールドソン校を1942年に卒業。第二次世界大戦中は陸軍工兵隊員としてヨーロッパ戦線で従軍。戦後にオベリン大学を卒業、「New School of Social Research」にて学んだ。
卒業後は『ニューヨーク・サン』紙で使い走りの原稿係から働き始め、やがて記者になった。1949年に『デイリーニューズ』紙に転職し、2年勤めた。さらにメイシーズでバイヤーをしたのち、フロリダ州に落ち着いて作家生活に入った。
作家としてのキャリアは1959年の『Two Minute Mysteries』（邦題『2分間ミステリ』）から始まった。1963年、最もよく知られている作品『Encyclopedia Brown』の執筆を開始。本作は世界の12の言語に翻訳されている。
1976年には作品『Encyclopedia Brown』でエドガー特別賞を受賞した。
執筆作品は65本を越える。子ども向けのものがほとんどだが、ノンフィクションの分野においても著名。雑誌にもペンネームで編集協力したりしている。
著作を収蔵した「カーラン文庫」がミネソタ大学にある。
2012年7月11日、老衰のためマイアミで死去。87歳没。

## 翻訳された著書
- 少年たんていブラウン 1-10 ドナルド=ソボル 作,花輪莞爾 訳 偕成社 1973-1978 のち偕成社文庫
- ぜんぶ本当の話 ドナルド・J.ソボル 著,小沢瑞穂 訳 晶文社 1984 (ヤング・アダルトY・A図書館)
- 2分間ミステリ ドナルド・J.ソボル 著,武藤崇恵 訳 早川書房 2003 (ハヤカワ・ミステリ文庫)
- もっと2分間ミステリ ドナルド・J.ソボル 著,武藤崇恵 訳 早川書房 2003 (ハヤカワ・ミステリ文庫)
- まだまだ2分間ミステリ ドナルド・J.ソボル 著,武藤崇恵 訳 早川書房 2004 (ハヤカワ・ミステリ文庫)